# Zenon Czechowski
Zenon Czechowski (* 19. November 1946 in Poznań; † 17. November 2016) war ein polnischer Radrennfahrer. Czechowski war zu seiner Wettkampfzeit 75 Kilogramm schwer bei 176 Zentimetern Körpergröße. Er war Mitglied im Sportclub WKS Legia Warschau.

## Sportliche Laufbahn
Czechowski gewann als Radamateur insgesamt sechs Etappen der Friedensfahrt und drei Etappen der Polen-Rundfahrt. Bei der Friedensfahrt 1971 wurde er außerdem Gesamtzweiter. Czechowski nahm an den Olympischen Sommerspielen 1968 teil und belegte mit der polnischen Nationalmannschaft den sechsten Platz im Mannschaftszeitfahren. Bei den UCI-Straßen-Weltmeisterschaften 1969 wurde er 15. und 1970 21. im Straßenrennen. 1971 siegte er im Eintagesrennen Puchar Ministra Obrony Narodowej. Im Verein Legia Warschau war Andrzej Trochanowski sein Trainer.

## Erfolge
1967
- zwei Etappen Friedensfahrt
- Polnische Straßenmeisterschaften
- Polnische Meisterschaften Mannschaftszeitfahren

1968
- eine Etappe Friedensfahrt

1969
- Polnische Straßenmeisterschaften
- Masuren-Rundfahrt (Dookoła Mazowsza)

1970
- drei Etappen Polen-Rundfahrt
- zwei Etappen Friedensfahrt
- Masuren-Rundfahrt (Dookoła Mazowsza)

1971
- eine Etappe Friedensfahrt
- Masuren-Rundfahrt (Dookoła Mazowsza)

1972
- Masuren-Rundfahrt (Dookoła Mazowsza)